# 궁기병

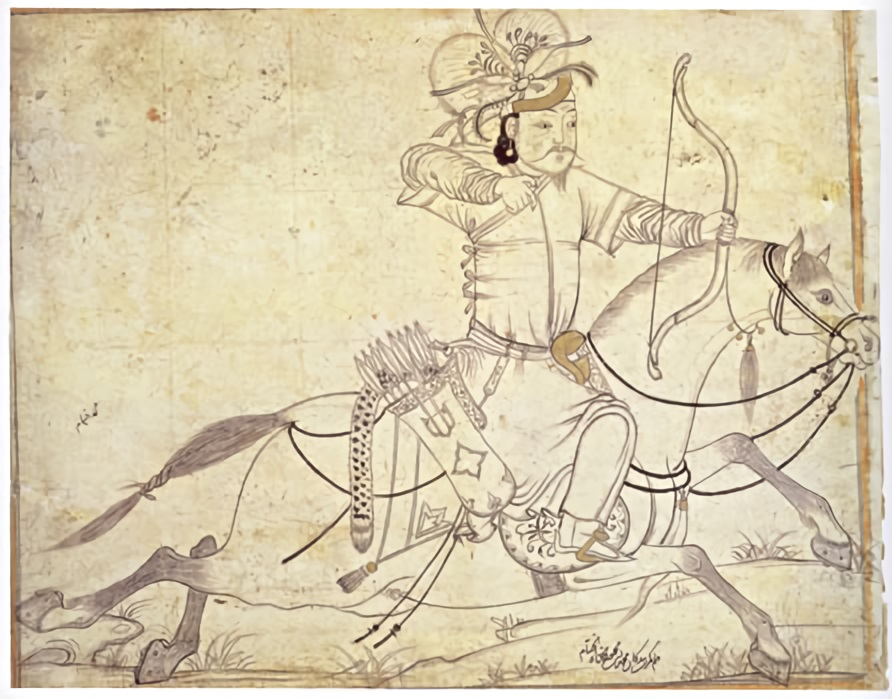
일 칸국의 궁기병.
15세기 티무르 제국 시대에 그려진 것이다.

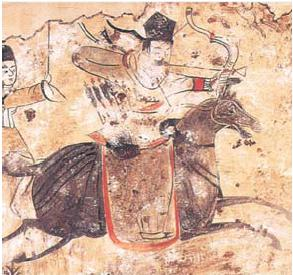
선비의 궁기병. 선비는 흉노에 이어 정복 왕조 북위를 세운 중심 민족이다.

궁기병(弓騎兵, Horse Archer)는 말을 탄 채 활을 쏘는 기사(騎射)를 목적으로 하는 전근대의 기병의 일종이다. 기마 궁수는 고대 중앙아시아의 유목민족에 의해 처음 나타난 것으로 보이며 스키타이인, 사르마티아인, 파르티아인, 사산 왕조, 흉노족, 투르크인, 몽골인, 마자르족 외 여러 민족에게서 나타났다. 이들은 주로 기동성을 이용하여 활을 쏘고 물러나거나 측면에서 활을 쏘아 대형을 흐트러지게 하는 것을 주 목적으로 하였다.
세계사적으로 궁기병은 스키타이 문화(기원전 8세기~기원전 3세기) 초기부터 존재했으며, 달리는 말등 위에서 활을 쏜다는 특이성으로 하여 고대 그리스 인은 켄타우로스라는 상상의 괴수를 창안해냈다고 여겨진다. 스키타이인은 위아래가 약간 비대칭인 단궁의 양끝에 딱딱한 『귀』를 달고, 화살촉을 큰 철제에서 작은 청동으로 만들어 써서 훈족의 활을 이겼다. 또한 더욱 완성도를 높인 활로서 터키인은 좀더 가볍고 콘펙트한 활에 화살은 양끝이 좁고 가운데에 탄력성을 가미한 구조로 활의 비상력(飛翔力)을 높였다. 몽골인은 나아가 『스트링 브릿지』를 마련하는 등 보다 빠르게, 관통력을 키움으로서 중장기병에 맞서는 보다 유효한 전력을 갖추었다.
전장에서 궁기병의 주요 임무는 경기병과 마찬가지로 전초, 척후병으로서 적을 교란하는 것이었다. 접근전을 피하면서 적의 측면, 및 후방에서 적을 빠르게 급습하였고, 최대한 가벼운 장비를 갖춤으로서 기동력을 살리고 말을 멈추지 않고 전, 후, 좌, 우로 끊임없이 민첩하게 움직이면서 활과 화살로 적을 공격하는 전술이었다. 적의 무기가 닿지 않는 거리를 유지하면서 착실하게 적을 공략하는 궁기병의 공격에 총이 없는 적병은 꼼짝없이 사기를 빼앗기고 대열을 잃고 말았다. 서구의 중장보병은 기민한 궁기병 앞에서 고전했으며, 특히 동방 여러 국가들의 궁기병은 십자군을 상대로 많은 실적을 남겼다. 중무장한 중장보병에게 궁기병은 위협적인 상대였다. 특히 나무가 별로 없는 평야 지형에서 민첩성이 뛰어난 궁기병은 육중한 중장보병단에 비하면 훨씬 유리했고, 궁기병에 맞설 수 있는 것은 활이나 화살, 아니면 같은 궁기병밖에 없었다. 특히 「파르티안 샷」이라 불린, 적을 정면으로 마주보지 않고 퇴각하면서 말등 위에서 등을 돌려 활을 쏘는 사법은 유럽인들 사이에서 이름난 기사 전술이었다.
신약의 《로마서》에는 사르마티아 궁기병이나 오스만 제국의 시파히 기병들이 등장하고 있다. 『카레 전투(기원전 53년)』와 『레그니차 전투(13세기)』에서 궁기병은 중심적 역할을 했는데, 두 전투 모두 적병이 궁기병에 대한 직접전투를 고집했기 때문에 승리를 거둘 수 있었다. 십자군 전쟁 당시 살라딘은 십자군 중장보병에 맞서 궁기병들이 집요하게 공격을 가해 적의 전의를 상실시킴으로써 승리를 거두었다(하틴 전투).
또한 칭기즈 칸은 몽골 활을 사용한 궁기병을 보유하여 다른 유목 국가들과 같은 전술을 통해 거대한 몽골 제국을 수립하였으며, 전성기 몽골 제국의 영토는 중국 대륙에서 유럽에까지 걸쳐 있었다.
유목 민족의 궁기병을 상대로 승리한 사례로는 기원전 329년 알렉산드로스 대왕이 야쿠살티스 강의 전투에서 궁기병을 격파하고 승리를 거둔 사례가 있다. 알렉산드로스 3세는 이 전쟁을 통해 마케도니아 영토를 아시아 일부까지 확장하는데 성공했지만, 그럼에도 유목 국가의 중심부를 공략하는 것만은 실현시키지 못했다. 또한 로마 제국의 전성기를 이끌었던 황제 트라야누스가 서기 116년 파르티아의 군대를 격파하고 그들의 영토에 쳐들어가 수도인 크테시폰을 점령한 사례가 대표적인 사례이며, 동양에서는 한무제가 위청과 곽거병을 보내 흉노를 토벌하고 외몽골로 쫓아낸 사례를 대표적인 사례로 꼽을 수 있다.

## 파르티아 사법
말위에서 고삐를 놓고 상반신을 완전히 뒤로 돌려 활을 쏘는 사법을 파르티아 사법이라고 하는데, 유목민들은 기원전 7~3세기부터 파르티안 사법을 널리 사용하고 있었다. 기원전 1세기경부터 중국에서도 금속 장식이나 그림을 그린 벽돌, 벽화 등에 파르티안 사법이 등장한다. 천산의 세계에서 신선이 길게 늘어지는 중국식 옷을 입고 등 뒤의 호랑이나 기린에게 활을 쏘는 방식으로 나타난다.
이 사법을 구사하려면 달리는 말 위에서도 완벽한 균형을 유지해야 한다. 그러나, 파르티아가 발흥할 당시 금속 등자가 발명되지 않아 기마 자세가 상당히 어려웠다. 등자없이 이 사법을 구사하려면 허벅지에 힘을 주어 말에 몸을 완전히 밀착해야 하는 기마법이 꼭 필요하다. 고구려의 벽화 수렵도에서 등장하는 파르티아 사법은 등자를 이용하고 있다.

## 궁기병의 쇠퇴
궁기병은 주로 유목민족의 주력 병과로서 동서양을 통틀어 오랜 기간 동안 수많은 전장에서 활약하였고, 이는 유럽에서 총과 대포등 온갖 화기가 주력 병기로 쓰이기 시작한 파비아 전투 이후에도 마찬가지였다. 궁기병은 서양에서는 이미 총과 대포가 주력으로 쓰이기 시작한 17세기 말 오스만 제국의 전성기까지 오스만군의 주요 병과로서 활약하였으며, 동양에서도 청나라 에서도 팔기군의 주요 병과로서 18세기 말까지 여전히 활약하였다. 그러나 서양에서는 17세기 이후 유럽 국가들의 화기 기술과 전술이 점차 발달하면서 궁기병을 비롯한 기존의 병과들은 점차 쇠퇴하였고, 동양에서도 마지막 유목 제국인 준가르가 사라지고 만주족이 정주화되어가면서 궁기병은 점차 몰락해갔으며, 이후 꾸준히 성능이 발달하고 있는 총과 대포로 무장한 서양 열강들이 점점 전 세계로 세력을 뻗어나가면서 궁기병은 역사의 뒤안길로 사라진다.

## 같이 보기
- 궁술
- 철갑기병
- 합성궁
- 유라시아 유목민
- 합성궁
- 몽고궁
- 반곡궁
- 야부사메